# Aleksander Zelwerowicz

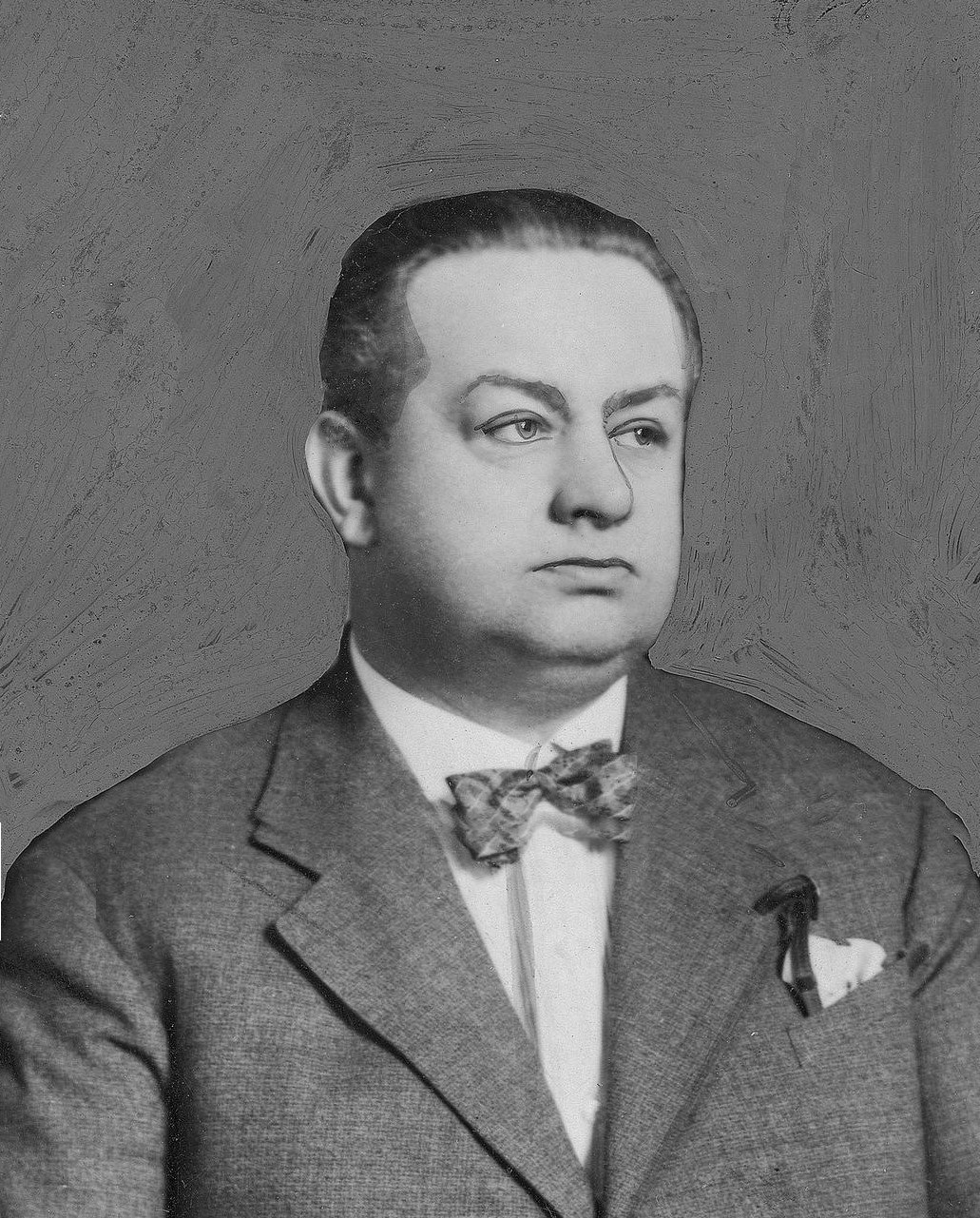
Aleksander Zelwerowicz (1930)

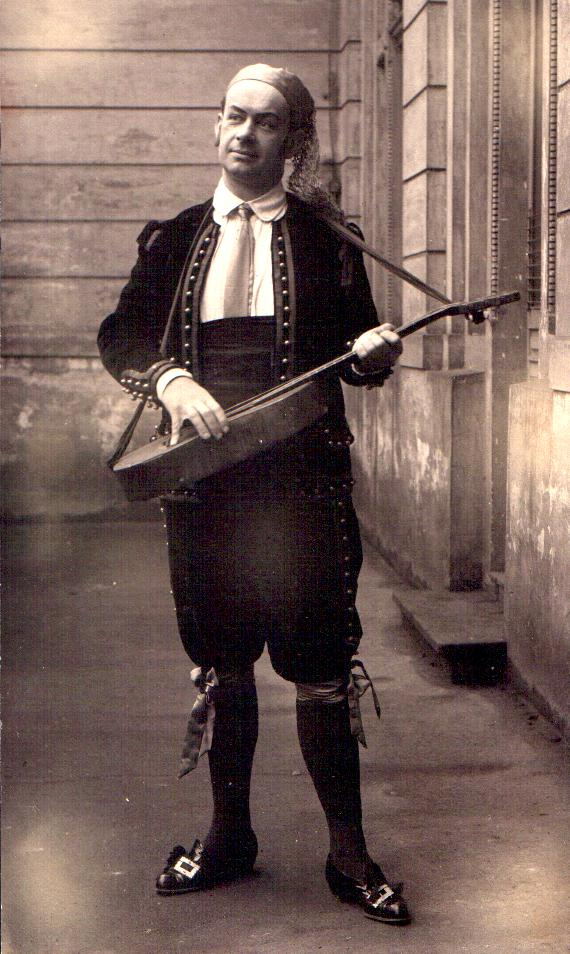
Aleksander Zelwerowicz nel ruolo di Figaro ne Il barbiere di Siviglia di Pierre Beaumarchais al Teatro Juliusz Słowacki di Cracovia

Aleksander Zelwerowicz (Lublino, 14 agosto 1877 – Varsavia, 18 giugno 1955) è stato un attore, regista, direttore di teatro e insegnante polacco.

## Biografia
Aleksander Zelwerowicz era figlio di un medico partecipante all'insurrezione polacca del 1863 e deportato in Siberia. Dopo il ritorno dall'esilio, il padre di Aleksander lavorò come ufficiale giudiziario. Dopo la morte del padre, Zelwerowicz e sua madre si trasferirono a Varsavia. Nel 1886 Zelwerowicz seguì gli studi classici in un liceo russo a Varsavia ma non superò gli esami e nel 1890 dovette lasciare la scuola. Fu anche espulso da un'altra scuola. Continua la sua formazione a Orlo.
Dopo aver preso lezioni di dizione e declamazione, nel 1896 Aleksander Zelwerowicz si iscrisse alla Scuola Commerciale Leopold Kronenberg di Varsavia e nello stesso anno fece il suo debutto teatrale con la compagnia di Michał Wołowski, recitando nella Commedia Gli errori di Shakespeare. Nel 1899 si recò a Ginevra per studiare lettere e scienze sociali. Ritornato in Polonia per le vacanze nel 1900, non tornò all'università ma si esibì sui palcoscenici di Łódź. Notato, ricevette offerte da Edmund Rygier e Tadeusz Pawlikowski ma scelse il Teatro Municipale di Cracovia, allora diretto da Józef Kotarbiński. Dal 1901 al 1908 recitò lì, tra gli altri, sotto la direzione di Stanisław Wyspiański. È stato sempre a Cracovia che ha iniziato a dirigere. Nel 1906 Ludwik Solski lo assunse ufficialmente in questo ruolo.
Zelwerowicz si interessò ai risultati del Teatro d'Arte di Mosca di Konstantin Stanislavski. Corrispondeva con Stanislavskij e assistette alle esibizione del suo gruppo nel 1906 durante gli spettacoli a Varsavia. Nel 1910 si recò a Mosca per esaminare da vicino l'opera del riformatore russo. Successivamente trasmetterà le sue conoscenze ai suoi studenti, ma non insegnerà mai il metodo naturalistico di Stanislavskij sviluppato nel MChAT. Zelwerowicz era favorevole a una certa convenzione nella recitazione, si avvicina anche a Nicolas Evreïnoff e Evgueni Vakhtangov e si interessa alla scena tedesca, soprattutto alle opere di Max Reinhardt.
Durante la sua carriera Aleksander Zelwerowicz ha interpretato quasi 900 ruoli.
È direttore dei teatri di Łódź e Vilnius. Nel 1912 Arnold Szyfman lo assunse come direttore artistico nel suo nuovo Teatro Nazionale di Varsavia. Si esibisce a Poznań, Vilnius e Lublino, così come all'estero, in particolare a Riga e Praga.
Nel 1932 fondò con il collega e letterato Leon Schiller l'Istituto nazionale d'arte drammatica di Varsavia, di cui fu direttore negli anni 1932-1936 e nel dopoguerra.
Nel 1940, vessato dagli occupanti tedeschi, lasciò Varsavia. Dal febbraio 1941 lavorò presso la Casa degli invalidi della Croce Rossa polacca a Oryszewo. Tuttavia, viene regolarmente a Varsavia e invia cibo e denaro a sua figlia Lena Zelwerowicz (vero nome Helena Zelwerowicz-Orchoń) che nasconde ebrei nella loro casa, tra cui un attivista del Bund e presidente del Consiglio per gli aiuti agli ebrei Żegota Leon Feiner. Dall'ottobre 1944 Zelwerowicz nascose anche Maria Nudel, dandole nascondiglio fino alla fine della guerra. Nel 1949 fu delegato del Consiglio nazionale dei difensori della pace al Congresso dei difensori della pace a Parigi.
Dopo la guerra riattivò l'Istituto Nazionale d'Arte Drammatica di Łódź con Leon Schiller. Nel 1949 l'istituto tornò a Varsavia e prese il nome di Accademia teatrale di Varsavia. Zelwerowicz e Schiller furono rimossi dalla direzione e l'attore Jan Kreczmar divenne rettore al loro posto.
È sepolto nel Cimitero Powązki.

## Riconoscimenti
Ha ricevuto l'onorificenza dell'Ordine della Polonia Restituta ed è uno dei Giusti tra le Nazioni polacchi.
A lui è intitolata l'Accademia teatrale statale Aleksander Zelwerowicz di Varsavia.
Dal 1985 il periodico Teatr assegna ogni anno il "Premio Aleksander Zelwerowicz" alla migliore attrice e al miglior attore della stagione.

## Filmografia parziale
Attore
- Obrona Częstochowy, regia di Edward Puchalski (1913)
- Huragan, regia di Józef Lejtes (1928)
- Księżna Łowicka, regia di  Mieczysław Krawicz e Janusz Warnecki (1932)
- Dzieje grzechu, regia di Henryk Szaro  (1933)
- Serce Matki, regia di Michał Waszyński (1938)
- Wrzos, regia di Juliusz Gardan (1938)
- Doktór Murek, regia di Juliusz Gardan (1939)
- Trzy serca, regia di Michał Waszyński (1939)